# San Filippo del Mela
San Filippo del Mela là một đô thị ở tỉnh Messina trong vùng Sicilia của Italia, có vị trí cách khoảng 170 km về phía đông của Palermo và vào khoảng 25 km về phía tây của Messina. Tại thời điểm ngày 31 tháng 12 năm 2004, đô thị này có dân số 7.138 người và diện tích là 9,8 km².
Đô thị San Filippo del Mela có các frazioni (các đơn vị cấp dưới, chủ yếu là các làng) Olivarella, Cattafi, Corriolo, và Archi.
San Filippo del Mela giáp các đô thị: Merì, Milazzo, Pace del Mela, Santa Lucia del Mela.